# Козубин, Владимир Петрович
Влади́мир Петро́вич Козу́бин (род. 11 октября 1953, Врангель, Будёновский район, Приморский край, СССР) — советский гребец, чемпион СССР (1974) и призёр чемпионата мира (1974) по гребле на байдарках. Мастер спорта СССР международного класса (1974).

## Биография
Родился 11 октября 1953 года в посёлке Врангель Приморского края. В 1969 году поступил во Владивостокское мореходное училище, где начал заниматься греблей на байдарках у Валерия Скворцова. В дальнейшем продолжил тренироваться под руководством Анатолия Ильина.
Наиболее значимых результатов добивался в 1974 году, когда вместе с Михаилом Афанасьевым стал чемпионом СССР в классе двоек на дистанции 1000 метров. После этого успеха они вошли в состав сборной страны на чемпионате мира в Мехико и завоевали там серебряные медали в той же дисциплине.
В 1977 году завершил свою спортивную карьеру. В 1985 году окончил Хабаровский государственный институт физической культуры. В 1980-х и начале 1990-х годов занимался тренерской деятельностью в ДСО «Труд» и «Водник», а также в СК Тихоокеанского флота. В 2007–2010 годах работал в Приморской краевой комплексной ДЮСШ. Среди подготовленных им гребцов победительница первенства России среди юношей Кристина Кудравец.